# Izsák
Izsák is een plaats (város) en gemeente in het Hongaarse comitaat Bács-Kiskun. Izsák telt 6099 inwoners (2007).